# Lista de aeroportos do Brasil
Esta é uma lista de aeroportos do Brasil, relacionando os principais aeroportos brasileiros, separados por região e estados, constando nome oficial e/ou nome pelo qual são conhecidos, a sigla IATA e/ou o código ICAO.

## Acre
Concessão:Vinci Airports
- Aeroporto Internacional de Cruzeiro do Sul (CZS/SBCZ) - Cruzeiro do Sul
- Aeroporto Internacional de Rio Branco - Plácido de Castro (RBR/SBRB) - Rio Branco

Municipais
- Aeroporto de Brasileia (***/SWBS) - Brasileia
- Aeroporto de Feijó (FEJ/SWFJ) - Feijó
- Aeroporto de Marechal Thaumaturgo (***/SSPV) - Marechal Thaumaturgo
- Aeroporto de Porto Walter (***/SSPR) - Porto Walter
- Aeroporto de Santa Rosa do Purus (***/SSPQ) - Santa Rosa do Purus
- Aeroporto de Sena Madureira (ZMD/SBRB) - Sena Madureira
- Aeroporto de Manoel Urbano (***/SIMB) - Manoel Urbano
- Aeroporto de Tarauacá (TRQ/SBTK) - Tarauacá
- Aeroporto de Xapuri (***/SWXU)- Xapuri

## Alagoas
Concessão
- Aeroporto Internacional de Maceió - Zumbi dos Palmares (MCZ/SBMO) - Rio Largo

Municipais
- Aeroporto de Arapiraca (APQ/SNAL) - Arapiraca
- Aeroporto de Penedo (***/SNPE) - Penedo
- Aeroporto Manduca Leão (***/SNML) - Rio Largo

## Amapá
Federais Infraero
- Aeroporto Internacional de Macapá - Alberto Alcolumbre (MCP/SBMQ) - Macapá

Municipais
- Aeroporto de Amapá (SBAM) - Amapá

- Aeroporto de Calçoene (***/SNCC) - Calçoene

- Aeroporto de Oiapoque (OYK/SBOI) - Oiapoque
- Aeroporto de Porto Grande (SNPG) - Porto Grande

## Amazonas
Concessão: Vinci Airports
- Aeroporto Internacional de Manaus - Eduardo Gomes (MAO/SBEG) - Manaus
- Aeroporto Internacional de Tabatinga (TBT/SBTT) - Tabatinga
- Aeroporto Regional de Tefé (TFF/SBTF) - Tefé

Municipais
- Aeroporto Regional de Parintins (PIN/SWPI) - Parintins
- Aeroporto Regional de Coari (CIZ/SWKO) - Coari
- Aeroporto Regional de Maués (MBZ/SWMW) - Maués
- Aeroporto Regional de Lábrea (LBR/SWLB) - Lábrea
- Aeroporto Regional de Uaupés (SJL/SBUA) - São Gabriel da Cachoeira
- Aeroporto Regional de Eirunepé (ERN/SWEI) - Eirunepé
- Aeroporto de São Paulo de Olivença (OLC/SDCG) - São Paulo de Olivença

## Bahia
Concessão
- Aeroporto Internacional de Salvador - Deputado Luís Eduardo Magalhães (SSA/SBSV) - Salvador
- Aeroporto de Ilhéus - Jorge Amado (IOS/SBIL) - Ilhéus
- Aeroporto de Porto Seguro (BPS/SBPS) - Porto Seguro
- Aeroporto de Vitória da Conquista - Glauber Rocha de Andrade -  (VDC/SBQV) - Vitória da Conquista
- Aeroporto de Teixeira de Freitas - 9 de Maio - (TXF/SNTF) - Teixeira de Freitas

Federais Infraero
- Aeroporto de Paulo Afonso (PAV/SBUF) - Paulo Afonso
- Aeroporto de Bom Jesus da Lapa (LAZ/SBLP) - Bom Jesus da Lapa

Estaduais
- Aeroporto de Barreiras (BRA/SBNR) - Barreiras
- Aeroporto de Feira de Santana - Governador João Durval Carneiro (FEC/SBFE)- Feira de Santana
- Aeroporto de Lençóis - Coronel Horácio de Matos (LEC/SBLE) - Lençóis

Municipais Prefeitura
- Aeroporto de Valença (VAL/SNVB) - Valença

## Ceará
Concessão
- Aeroporto Internacional de Fortaleza - Pinto Martins (FOR/SBFZ) - Fortaleza

Federais Infraero
- Aeroporto de Juazeiro do Norte - Orlando Bezerra de Menezes (JDO/SBJU) - Juazeiro do Norte

Municipais
- Aeroporto de Amontada (***/SJXI) - Amontada
- Aeroporto de Aquiraz (***/SJCM) - Aquiraz
- Aeroporto de Aracati (ARX/SNAT) - Aracati
- Aeroporto de Assaré (***/SJEV) - Assaré
- Aeroporto de Boa Viagem - Coronel Virgílio Távora (***/SNMB) - Boa Viagem
- Aeroporto de Camocim - Pinto Martins (CMC/SNWC) - Camocim
- Aeroporto de Campos Sales (***/SNCS) - Campos Sales
- Aeroporto de Canindé (***/****) - Canindé
- Aeroporto de Cascavel (Ceará) (***/SWWZ) - Cascavel
- Aeroporto de Crateús (JCS[2]/SNWS) - Crateús
- Aeroporto de Jericoacoara (JJD/SSVV) - Jericoacoara
- Aeroporto da Fábrica Fortaleza (***/SJDS) - Eusébio
- Aeroporto Feijó (***/SNFF) - Fortaleza
- Aeroporto de Iguatu (QIG[2]/SNIG) - Iguatu
- Aeroporto de Itapipoca (***/SWYL) - Itapipoca (Um novo em Construção)
- Aeroporto de Mombaça (***/SNMB) - Mombaça
- Aeroporto de Morada Nova (***/SNMO) - Morada Nova
- Aeroporto de Limoeiro do Norte (***/SNLM) - Limoeiro do Norte
- Aeroporto de Quixadá (***/SNQX) - Quixadá
- Aeroporto de Russas (***/SNRS) - Russas
- Aeroporto de São Benedito (JSB/SWBE) - São Benedito
- Aeroporto de Sobral (JSO/SN6L) - Sobral
- Aeroporto de Tamboril (***/SNTL) - Tamboril
- Aeroporto de Tauá (JTA/SDGZ) - Tauá
- Aeroporto Dr. Luciano de Arruda Coelho[3] (***/SN6L) - Sobral

## Distrito Federal
Concessão
- Aeroporto Internacional de Brasília - Presidente Juscelino Kubitschek (BSB/SBBR) - Lago Sul

## Espírito Santo
Concessão Grupo Zurich Airport
- Aeroporto Internacional de Vitória - Eurico de Aguiar Salles (VIX/SBVT) - Vitória[4]

Estaduais - operação terceirizada para Infraero
- Aeroporto de Linhares (LHN/SNLN) - Linhares[5][6]

Municipais
- Aeroporto de Baixo Guandu/Aimorés (***/SNBG) - Baixo Guandu
- Aeroporto de Cachoeiro de Itapemirim (CDI/SNKI) - Cachoeiro de Itapemirim
- Aeroporto de Guarapari (GUZ/SNGA) - Guarapari
- Aeroporto de São Mateus - Ernesto Bonomo (SBJ/SNMX) - São Mateus
- Aeroporto de Colatina (***/SNCX) - Colatina

###### Aeródromos privados
- Aeroclube do Espírito Santo (***/SIVU) - Vila Velha[8]

## Goiás
Federais Infraero
- Aeroporto Internacional de Goiania - Santa Genoveva (GYN/SBGO) - Goiânia

Municipais
- Aeródromo Nacional de Aviação (SBGO) - Goiânia
- Aeroporto de Anápolis (APS/SWNS) - Anápolis
- Aeroporto de Aragarças (ARS) - Aragarças
- Aeroporto de Buriti Alegre (SWBA) - Buriti Alegre
- Aeroporto de Caldas Novas (CLV/SBCN) - Caldas Novas
- Aeroporto de Campos Belos (SWCB) - Campos Belos
- Aeroporto de Catalão (TLZ/SWKT) - Catalão
- Aeroporto de Cavalcante (SWCW) - Cavalcante
- Aeroporto de Ceres (SWCZ) - Ceres
- Aeroporto de Formosa (SWFR) - Formosa
- Aeroporto de Iaciara (SWIA) - Iaciara
- Aeroporto de Ipameri (SWIP) - Ipameri
- Aeroporto de Itumbiara (ITR/SBIT) - Itumbiara
- Aeroporto de Jataí (JTI/SWJW) - Jataí
- Aeroporto Brigadeiro Araripe Macedo (SWUZ) - Luziânia
- Aeroporto de Minaçu (MQH/SBMC) - Minaçu
- Aeroporto de Mineiros (SWME) - Mineiros
- Aeroporto de Monte Alegre de Goiás (SWML) - Monte Alegre de Goiás
- Aeroporto de Morrinhos (SWMX) - Morrinhos
- Aeroporto de Niquelândia (NQL/SWNQ) - Niquelândia
- Aeroporto de Pires do Rio (SWPR) - Pires do Rio
- Aeroporto de Posse (SWPZ) - Posse
- Aeroporto de Rio Verde (RVD/SWLC) - Rio Verde
- Aeroporto de Santa Helena de Goiás (SWHG) - Santa Helena de Goiás
- Aeroporto de São Miguel do Araguaia (SQM) - São Miguel do Araguaia

## Maranhão
Concessão
- Aeroporto de Imperatriz - Prefeito Renato Moreira (IMP/SBIZ) - Imperatriz
- Aeroporto Internacional de São Luís - Marechal Hugo da Cunha Machado (SLZ/SBSL) - São Luís
- Aeroporto de Barreirinhas (BRB/SSRS) - Barreirinhas

AEB
- Aeroporto de Alcântara (SNCW) - Alcantara
- Aeroporto de Buriti Bravo (BBMA)

Regionais
- Aeroporto de Alto Parnaíba (APY/SNAI) - Alto Parnaíba
- Aeroporto de Balsas (BSS/SNBS) - Balsas
- Aeroporto de Barra do Corda (BDC/SNBC) - Barra do Corda
- Aeroporto de Colinas (SNKL) - Colinas
- Aeroporto de Carolina (CLN/SBCI) - Carolina
- Aeroporto de Carutapera (CTP/SNCP) - Carutapera
- Aeroporto de Pinheiro (PHI/SNYE) - Pinheiro
- Aeroporto de Santa Inês - Deputado João Silva (SJBY) - Santa Inês

Municipais
- Aeroporto de Bacabal (SNBI) - Bacabal
- Aeroporto de Benedito Leite (SNBT) - Benedito Leite
- Aeroporto de Brejo (desativado) - Brejo
- Aeroporto de Codó (SNXH) - Codó
- Aeroporto de Coelho Neto (SIDB) - Coelho Neto
- Aeroporto de Coroatá (SNOA) - Coroatá
- Aeroporto de Cururupu (CPU/SNCU) - Cururupu
- Aeroporto de Grajaú (SNGJ) - Grajaú
- Aeroporto de Guimarães (GMS/SNYW) - Guimarães
- Aeroporto de Pastos Bons (SNPB) - Pastos Bons
- Aeroporto de Paço do Lumiar (SNOZ) - Paço do Lumiar
- Aeroporto de Presidente Dutra (PDR) - Presidente Dutra
- Aeroporto de Raposa (SIPB) - Raposa
- Aeroporto de Riachão (SNRX) - Riachão
- Aeroporto de São Bento (SNSB) - São Bento
- Aeroporto de São Domingos do Maranhão (SNDG) - São Domingos do Maranhão
- Aeroporto de Timon (SNDR) - Timon
- Aeroporto de Turiaçu (SNTU) - Turiaçu
- Aeroporto de Tutóia - Tutóia
- Aeroporto de Urbano Santos (SNUD) - Urbano Santos
- Aeroporto Fazenda Santa Luzia (SITW) - São Raimundo das Mangabeiras

## Mato Grosso
Federais Infraero
- Aeroporto Internacional de Cuiabá - Marechal Rondon (CGB/SBCY) - Várzea Grande

Municipais
- Aeródromo Estância Santa Rita (SJCY) - Cuiabá
- Aeroporto de Alta Floresta (AFL/SBAT) - Alta Floresta
- Aeroporto de Alto Garças (SWGR) - Alto Garças

- Aeroporto de Araguaiana (***/SWAY) - Araguaiana

- Aeroporto de Aripuanã (AIR/SWRP) - Aripuanã
- Aeroporto de Barra do Bugres (SWBB) - Barra do Bugres
- Aeroporto de Barra do Garças (BPG/SBBW) - Barra do Garças
- Aeroporto de Cáceres (CCX/SWKC) - Cáceres
- Aeroporto de Canarana (CQA/SWEK) - Canarana
- Aeroporto de Chapada dos Guimarães (SWPL) - Chapada dos Guimarães
- Aeroporto de Confresa (CFO/SWKF) - Confresa
- Aeroporto de Cotriguaçu (OTT) - Cotriguaçu
- Aeroporto de Diamantino (DMT/SWDM) - Diamantino
- Aeroporto de Jaciara (SWJC) - Jaciara
- Aeroporto Inácio Luís do Nascimento (JUA/SIZX) - Juara
- Aeroporto de Juína (JIA/SWJN) - Juína
- Aeroporto de Juruena (JRN/SWJU) - Juruena
- Aeroporto de Lucas do Rio Verde (LVR/SWFE) - Lucas do Rio Verde
- Aeroporto de Luciara (SWUC) - Luciára
- Aeroporto de Matupá (MBK/SWMP) - Matupá
- Aeroporto de Nortelândia (SWNR) - Nortelândia
- Aeroporto de Nova Mutum (SWNU) - Nova Mutum
- Aeroporto de Nova Xavantina (NOK/SWXN) - Nova Xavantina
- Aeroporto de Poconé (SWPK) - Poconé
- Aeroporto de Porto Alegre do Norte (PBX/SWPAN) - Porto Alegre do Norte
- Aeroporto de Porto dos Gaúchos (PBV/SWPG) - Porto dos Gaúchos
- Aeroporto de Pontes e Lacerda (LCB/SWLE)- Pontes e Lacerda
- Aeroporto de Primavera do Leste (SWPY) - Primavera do Leste
- Aeroporto de Rondonópolis (ROO/SWRD) - Rondonópolis
- Aeroporto de Santa Terezinha (STZ) - Santa Terezinha (Mato Grosso)
- Aeroporto de São Félix do Araguaia (SXO/SWFX) - São Félix do Araguaia
- Aeroporto de Sinop (OPS/SWSI) - Sinop
- Aeroporto de Suiá-Miçu (SWM) - Alto Boa Vista
- Aeroporto de Tangará da Serra (TGQ/SWTS) - Tangará da Serra
- Aeroporto de Vila Bela da Santíssima Trindade (MTG/SWVB) - Vila Bela da Santíssima Trindade
- Aeroporto de Vila Rica (VLP/SWVC) - Vila Rica
- Aeroporto Governador Júlio Campos (SWJC) - Santo Antônio de Leverger
- Aeroporto de Guarantã do Norte (SSNM) - Guarantã do Norte
- Aeroporto Umberto Bosaipo (SWRU) - Tesouro
- Aeroporto Regional de Sorriso (SMT/SBSO) - Sorriso

## Mato Grosso do Sul
Federais Infraero
- Aeroporto Internacional de Campo Grande - Antônio João (CGR/SBCG) - Campo Grande
- Aeroporto Internacional de Corumbá (CMG/SBCR) - Corumbá
- Aeroporto Internacional de Ponta Porã (PMG/SBPP) - Ponta Porã

Municipais
- Aeroporto de Amambai (***/SSAM) -  Amambai
- Aeroporto de Aquidauana (***/SBGC) -  Aquidauana
- Aeroporto Ariosto da Riva (***/SSNB) -  Naviraí
- Aeroporto de Bela Vista (***/SSBV) -  Bela Vista
- Aeroporto de Bodoquena (***/SSBB) -  Bodoquena
- Aeroporto de Caracol (***/SSZK) -  Caracol
- Aeroporto de Cassilândia (CSS/SSCL) -  Cassilândia
- Aeroporto de Coxim (***/SSCI) -  Coxim
- Aeroporto de Iguatemi (***/SSBI) -  Iguatemi
- Aeroporto de Jardim (***/SSJI) -  Jardim
- Aeroporto de Maracaju (***/SSMJ) -  Maracaju
- Aeroporto de Nioaque (***/SSNQ) -  Nioaque
- Aeroporto de Nova Andradina (***/SSID) -  Nova Andradina
- Aeroporto de Paranaíba (PBB/SSPN) -  Paranaíba
- Aeroporto Plínio Alarcom (***/SSTL) -  Três Lagoas
- Aeroporto de Porto Murtinho (***/SSPM) -  Porto Murtinho
- Aeroporto Regional de Dourados (DOU/SBDO) - Dourados
- Aeroporto Regional de Bonito (BYO/SBDB) - Bonito
- Aeroporto de Rio Brilhante (***/SSRB) -  Rio Brilhante
- Aeroporto de São Gabriel do Oeste (***/SSGO) -  São Gabriel do Oeste

## Minas Gerais
Concessão
- Aeroporto Internacional de Belo Horizonte-Confins (CNF/SBCF) - Confins
- Aeroporto Presidente Itamar Franco (IZA/SBZM) - Goianá/Juiz de Fora
- Aeroporto de Divinópolis (DIQ/SNDV) - Divinópolis
- Aeroporto de Ipatinga (IPN/SBIP) - Santana do Paraíso

Federais Infraero
- Aeroporto de Barbacena - (QAK/SBBQ) Barbacena
- Aeroporto Carlos Prates (desativado em 2023) - (***/SBPR) - Belo Horizonte
- Aeroporto de Montes Claros (MOC/SBMK) - Montes Claros
- Aeroporto da Pampulha (PLU/SBBH) - Belo Horizonte
- Aeroporto de Poços de Caldas (POO/SBPC) - Poços de Caldas
- Aeroporto de Uberaba (UBA/SBUR) - Uberaba
- Aeroporto de Uberlândia (UDI/SBUL) - Uberlândia

Municipais
- Aeroporto de Oliveira (***/SNRZ) - Oliveira

- Aeroporto das Bandeirinhas/Conselheiro Lafaiete (SNKF) - Conselheiro Lafaiete
- Aeroporto de Alfenas (SNFE) - Alfenas
- Aeroporto de Araxá (AAX/SBAX) - Araxá
- Aeroporto de Campo Belo (SNCA) -  Campo Belo
- Aeroporto de Capelinha (SICK) - Capelinha
- Aeroporto de Caratinga (***/SNCT) -  Ubaporanga
- Aeroporto de Caxambu (SNXB) - Caxambu
- Aeroporto de Cláudio (SWUD) - Cláudio
- Aeroporto de Diamantina (DTI/SNDT) - Diamantina
- Aeroporto de Espinosa (ESI/SBEP) - Espinosa
- Aeroporto de Frutal (SNFU) - Frutal
- Aeroporto Coronel Altino Machado (GVR/SBGV) - Governador Valadares
- Aeroporto de Itambacuri (Fazenda Americana) (ITI) - Itambacuri
- Aeroporto de Ituiutaba (SNYB) - Ituiutaba
- Aeroporto de Jaíba (SNMK) - Jaíba
- Aeroporto de Janaúba - Janaúba
- Aeroporto de Januária (JNA/SNJN) - Januária
- Aeroporto Municipal José Figueiredo (PSW) - Passos
- Aeroporto Francisco Álvares de Assis (JDF/SBJF) - Juiz de Fora
- Aeroporto de Leopoldina (LEP) - Leopoldina (Minas Gerais)
- Aeroporto Regional de Manhuaçu (SNJM) - Manhuaçu

- Aeroporto de Mato Verde (***/SBMV) - Mato Verde

- Aeroporto de Mocambinho (SBMM) - Jaíba
- Aeroporto de Monte Verde (SNEJ) - Camanducaia
- Aeroporto de Muriaé (MBM/SNBM) - Muriaé
- Aeroporto de Nanuque (NNU/SNNU) - Nanuque
- Aeroporto de Paracatu (SNZR) - Paracatu
- Aeroporto de Patos de Minas (POJ/SNPD) - Patos de Minas
- Aeroporto de Pirapora (PIV) - Pirapora
- Aeroporto de Pouso Alegre (PPY/SNZA) - Pouso Alegre
- Aeroporto de São João del-Rei (JDR/SNJR) - São João del-Rei
- Aeroporto de São Lourenço (SSO/SNLO) - São Lourenço
- Aeroporto de São Sebastião do Paraíso (SNPY) - São Sebastião do Paraíso
- Aeroporto de Teófilo Otoni (TFL/SNTO) - Teófilo Otoni
- Aeroporto de Ubá (SNUB) - Ubá
- Aeroporto de Unaí (SNUN) - Unaí
- Aeroporto de Varginha (VAG/SBVG) - Varginha
- Aeroporto de Viçosa (QVC/SNVC) - Viçosa

## Pará
Federais Infraero
- Aeroporto de Altamira (ATM/SBHT) - Altamira
- Aeroporto Internacional de Belém (BEL/SBBE) - Belém
- Aeroporto de Belém (SBBP) - Belém
- Aeroporto de Marabá (MAB/SBMA) - Marabá
- Aeroporto de Parauapebas (CKS/SBCJ) - Parauapebas
- Aeroporto Internacional de Santarém - (STM/SBSN) - Santarém

Municipais
- Aeroporto de Alenquer (ALT/SDWQ) - Alenquer
- Aeroporto de Almeirim (SNYA) - Almeirim
- Aeroporto de Baião (SNBW) - Baião
- Aeroporto de Belterra (SNEL) - Belterra
- Aeroporto de Breves (BVS/SNVS) - Breves
- Aeroporto de Cametá (CMT) - Cametá
- Aeroporto de Chaves (CHV/SNXW) - Chaves
- Aeroporto de Conceição do Araguaia (CDJ/SBAA) - Conceição do Araguaia
- Aeroporto de Cumaru do Norte (SNGR) - Cumaru do Norte
- Aeroporto de Dom Eliseu (SJTZ) - Dom Eliseu
- Aeroporto de Gurupá (SNGU) - Gurupá
- Aeroporto de Itaituba (ITB/SBIH) - Itaituba
- Aeroporto de Jacareacanga (JCR/SBEK) - Jacareacanga
- Aeroporto de Juruti (JTR/SNRJ) - Juruti
- Aeroporto de Monte Alegre (MTE/SNMA) - Monte Alegre
- Aeroporto de Monte Dourado (MEU/SBMD) - Almerim
- Aeroporto de Novo Progresso (NPR/SJNP) - Novo Progresso
- Aeroporto de Óbidos (OBI/SNTI) - Óbidos
- Aeroporto de Oriximiná (ORX/SNOX) - Oriximiná

- Aeroporto de Ourilândia do Norte (OIA/SDOW) - Ourilândia do Norte

- Aeroporto de Paragominas (SNEB) - Paragominas
- Aeroporto de Porto de Moz (PTQ/SNMZ) - Porto de Moz

- Aeroporto de Porto Trombetas (TMT/SBTB) - Porto Trombetas, Oriximiná

- Aeroporto de Prainha (SNIN) - Prainha
- Aeroporto de Redenção (RDC/SNDC) - Redenção
- Aeroporto de Rurópolis (SNDB) - Rurópolis
- Aeroporto de Salinópolis (SNSM) - Salinópolis
- Aeroporto de Santana do Araguaia (CMP/SNKE) - Santana do Araguaia
- Aeroporto de São Félix do Xingu (SXX/SNFX) - São Félix do Xingu
- Aeroporto de Soure (SFK/SNSW) - Soure
- Aeroporto de Terra Santa (SJTS) - Terra Santa
- Aeroporto de Tomé-Açu (SSYI) - Tomé-Açu
- Aeroporto de Tucumã (TUZ) - Tucumã
- Aeroporto de Tucuruí (TUR/SBTU) - Tucuruí
- Aeroporto de Xinguara (XIG) - Xinguara

## Paraíba
Federais Infraero
- Aeroporto Internacional de João Pessoa - Presidente Castro Pinto (JPA/SBJP) - Bayeux
- Aeroporto Presidente João Suassuna (CPV/SBKG) - Campina Grande

Municipais
- Aeroporto de Cajazeiras (CJZ/SBCZ) - Cajazeiras
- Aeroclube de Campina Grande (***/SNKB)
- Aeroporto de Guarabira (***/****) - Guarabira

- Aeroporto de Catolé do Rocha (IATA: ***, ICAO: SIBU) - Catolé do Rocha

- Aeroporto de Conceição (***/SIBW) - Conceição
- Aeroporto de Itaporanga (***/SIBZ) - Itaporanga
- Aeroporto de Monteiro (***/SIBY) - Monteiro
- Aeroclube de João Pessoa (***/SNJO) (João Pessoa)
- Aeroporto de Patos (***/SNTS) - Patos
- Aeroporto de Rio Tinto (***/****) - Rio Tinto
- Aeroporto de Sousa (***/SNQD) - Sousa
- Aeroporto de Fagundes (***/SFGS) - Fagundes
- Aeroporto de Cuité (***/SICB)

## Paraná

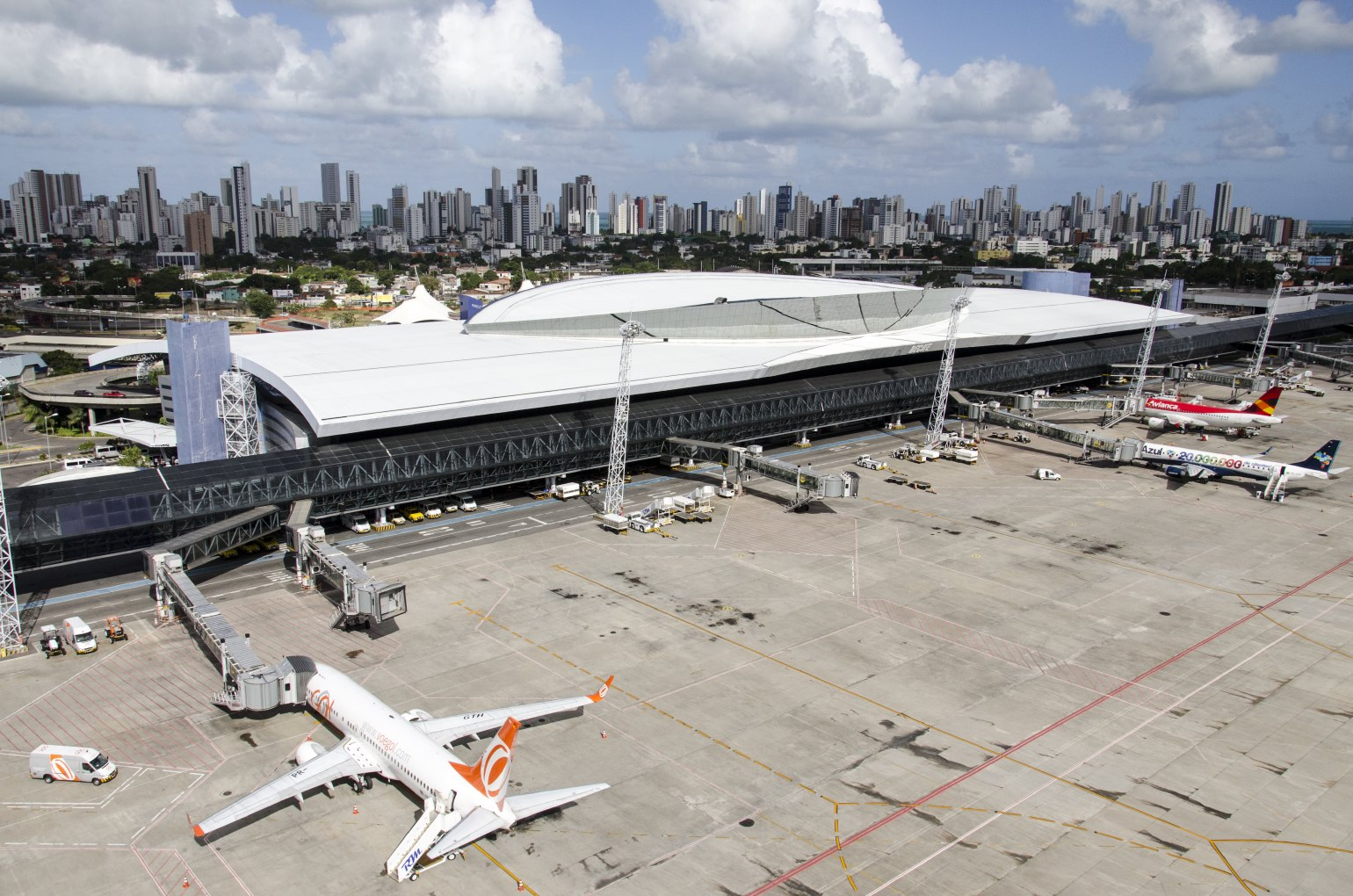
Aeroporto Internacional dos Guararapes.

Concessão  CCR Aeroportos
- Aeroporto de Londrina (LDB/SBLO) - Londrina
- Aeroporto Internacional Afonso Pena (CWB/SBCT) - São José dos Pinhais
- Aeroporto do Bacacheri (BFH/SBBI) - Curitiba
- Aeroporto Internacional de Foz do Iguaçu (IGU/SBFI) - Foz do Iguaçu

Municipais
- Aeroporto de Andirá (***/SSAN) - Andirá

- Aeroporto de Apucarana (APU/SSAP) - Apucarana
- Aeroporto de Arapongas (APX/SSOG) - Arapongas
- Aeroporto de Arapoti (AAG/SSYA) - Arapoti
- Aeroporto de Bandeirantes (***/SSBR) - Bandeirantes
- Aeroporto de Campo Mourão (CBW/SSKM) - Campo Mourão
- Aeroporto de Cascavel (CAC/SBCA) - Cascavel

- Aeroporto de Castro (***/SSQT) - Castro

- Aeroporto de Centenário do Sul (***/SSZS) - Centenário do Sul
- Aeroporto de Cianorte (GGH/SSCT) - Cianorte
- Aeroporto de Cornélio Procópio (CKO/SSCP) - Cornélio Procópio
- Aeroporto de Francisco Beltrão (FBE/SSFB) - Francisco Beltrão
- Aeroporto de Goioerê (***/SSGW) - Goioerê
- Aeroporto de Guaíra (GGJ/SSGY) - Guaíra
- Aeroporto de Guarapuava (GPB/SSGG) - Guarapuava
- Aeroporto de Guaratuba (***/SSGB) - Guaratuba

- Aeroporto de Ibaiti (***/SSAB) - Ibaiti

- Aeroporto de Ibiporã (***/SWES) - Ibiporã
- Aeroporto de Loanda (***/SSLO) - Loanda
- Aeroporto de Manoel Ribas (***/SSMY) - Manoel Ribas
- Aeroporto de Marechal Cândido Rondon (***/SSCR) - Marechal Cândido Rondon
- Aeroporto de Maringá (MGF/SBMG) - Maringá

- Aeroporto de Medianeira (***/SSMD) - Medianeira

- Aeroporto de Palmas (***/SSPS) - Palmas
- Aeroporto de Palotina (***/SSPT) - Palotina
- Aeroporto de Paranaguá (PNG/SSPG) - Paranaguá
- Aeroporto de Paranavaí (PVI/SSPI) - Paranavaí
- Aeroporto de Pato Branco (PTO/SSPB) - Pato Branco
- Aeroporto de Ponta Grossa (PGZ/SSZW) - Ponta Grossa
- Aeroporto de Porecatu (***/SSPK) - Porecatu

- Aeroporto de Realeza (***/SSRE) - Realeza

- Aeroporto de São Miguel do Iguaçu (***/SSMY) - São Miguel do Iguaçu
- Aeroporto de Sertanópolis (***/SSSZ) - Sertanópolis
- Aeroporto de Siqueira Campos (***/SSQC) - Siqueira Campos
- Aeroporto de Telêmaco Borba (TEC/SBTL) - Telêmaco Borba
- Aeroporto de Toledo (TOW/SBTD) - Toledo
- Aeroporto de Umuarama (UMU/SSUM) - Umuarama
- Aeroporto de União da Vitória (***/SSUV) - União da Vitória

Privados
- Aeroclube Asas de Balsa Nova (***/SJPR) - Balsa Nova

- Aeródromo de Londrina (***/SSOK) - Londrina
- Aerocascavel (***/SDSJ) - Cascavel
- Aeroleve (SILQ) - Cascavel

## Pernambuco
Federais Infraero
- Aeroporto de Petrolina  (PNZ/SBPL) - Petrolina
- Aeroporto Internacional dos Guararapes Gilberto Freyre (REC/SBRF) - Recife
- Aeroporto de Fernando de Noronha(FEN/SBFN) - Fernando de Noronha

Municipais
- Aeroporto de Afogados da Ingazeira (SNTB) - Afogados da Ingazeira
- Aeroporto Regional do Araripe (SNAB) - Araripina

- Aeroporto de Arcoverde (***/SNAE) - Arcoverde

- Aeroporto de Belém do São Francisco (***/SNFR) - Belém do São Francisco

- Aeroporto de Belo Jardim (SNBJ) - Belo Jardim
- Aeroporto de Caruaru (CAU/SNRU) - Caruaru
- Aeroporto de Garanhuns (SNGN) - Garanhuns
- Aeroporto de Pesqueira (SNPQ) - Pesqueira
- Aeroporto de Serra Talhada(SET/SNHS) - Serra Talhada

## Piauí
Federais Infraero
- Aeroporto Internacional de Parnaíba - Prefeito Dr.João Silva Filho (PHB/SBPB) - Parnaíba
- Aeroporto Internacional de Teresina (THE/SBTE) - Teresina

Estaduais/Municipais
- Aeroporto de Bom Jesus (SNGG) - Bom Jesus
- Aeroporto de Corrente (SNKR) - Corrente
- Aeroporto de Floriano (FLB/SNQG) - Floriano
- Aeroporto de Gilbués (SNGB) - Gilbués
- Aeroporto de Guadalupe (GDP/SMGD) - Guadalupe
- Aeroporto de Oeiras (SNOE) - Oeiras
- Aeroporto de Picos (PCS/SNPC) - Picos
- Aeroporto de São Raimundo Nonato (SRN/SWKQ) - São Raimundo Nonato

## Rio de Janeiro
Concessão

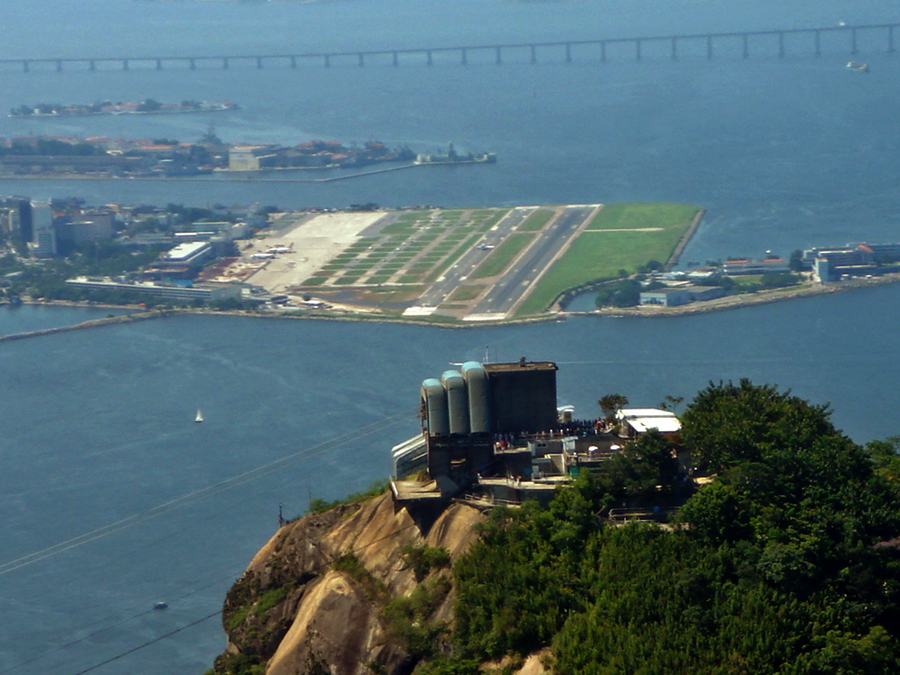
Aeroporto Santos Dumont.

- Aeroporto Internacional do Rio de Janeiro - Galeão (GIG/SBGL) - Rio de Janeiro
- Aeroporto Internacional de Cabo Frio (CFB/SBCB) - Cabo Frio

Federais Infraero
- Aeroporto de Campos dos Goytacazes -  Bartolomeu Lysandro (CAW/SBCP) - Campos dos Goytacazes
- Aeroporto de Jacarepaguá -  Roberto Marinho (RRJ/SBJR) - Rio de Janeiro
- Aeroporto de Macaé (MEA/SBME) - Macaé
- Aeroporto Santos Dumont (SDU/SBRJ) - Rio de Janeiro

Municipais
- Aeroporto Agulhas Negras (QRZ/SDRS) - Resende
- Aeroporto de Angra dos Reis (QAR/SDAG) - Angra dos Reis
- Aeroporto Bartolomeu de Gusmão (SNZ/SBSC) - Rio de Janeiro
- Aeroporto de Itaperuna -  Ernani do Amaral Peixoto (ITP/SDUN) - Itaperuna
- Aeroporto de Maricá (***/SDMC) - Maricá
- Aeroporto de Nova Iguaçu (QNV/SDNY) - Nova Iguaçu
- Aeroporto de Paraty (JPY/SDTK) - Paraty
- Aeroporto de Saquarema (***/SDSK) - Saquarema
- Aeroporto de Volta Redonda (QVR/SDVR) - Volta Redonda

Privados
- Aeroporto de Búzios -  Umberto Mediano (BZC/SBBZ) - Armação dos Búzios
- Aeroporto Internacional de Cabo Frio (CFB/SBCB) - Cabo Frio

Força Aérea Brasileira
- Campo dos Afonsos (BAAF/SBAF) - Rio de Janeiro
- Base Aérea do Galeão - Rio de Janeiro
- Base Aérea de Santa Cruz (SNZ/SBSC) - Rio de Janeiro

## Rio Grande do Norte
Concessão
- Aeroporto Internacional de Natal - Governador Aluízio Alves (NAT/SBSG) - São Gonçalo do Amarante

Municipais
- Aeroporto de Assu (SNUC) - Assu
- Aeroporto de Caicó (SNKK) - Caicó
- Aeroporto de Currais Novos (SNKN) - Currais Novos
- Aeroporto de Jardim de Angicos (SNJA) - Jardim de Angicos
- Aeroporto de Jardim do Seridó (SNJS) - Jardim do Seridó
- Aeroporto de Pau dos Ferros (SSKJ) Pau dos Ferros
- Aeroporto Dix-Sept Rosado (MVF/SBMS) - Mossoró

## Rio Grande do Sul
Concessão
- Aeroporto Internacional de Porto Alegre - Salgado Filho (POA/SBPA) - Porto Alegre

Federais (Infraero)
- Aeroporto Internacional Comandante Gustavo Kraemer (BGX/SBBG) - Bagé
- Aeroporto Internacional de Pelotas (PET/SBPK) - Pelotas
- Aeroporto Internacional Rubem Berta (URG/SBUG) - Uruguaiana

Municipais
- Aeroporto Alegrete Novo (ALQ/SSLT) - Alegrete
- Aeroporto de Arroio Grande (SSAE) - Arroio Grande
- Aeroclube de Bagé (BGX/SSCE) - Bagé
- Aeroporto de Belém Novo (SSBN) - Porto Alegre
- Aeroporto de Bento Gonçalves (BGV) - Bento Gonçalves
- Aeroporto de Bom Jesus (SSBJ) - Bom Jesus
- Aeroporto de Caçapava do Sul (SSWS) - Caçapava do Sul
- Aeroporto de Saicã (SSCQ) - Cacequi
- Aeroporto de Cachoeira do Sul (SSKS) - Cachoeira do Sul
- Aeroporto de Campo Novo (SSKN) - Campo Novo
- Aeroporto de Canela (CEL/SSCN) - Canela
- Aeroporto de Canoas (SBCO) - Canoas
- Aeroporto de Capão da Canoa (SSKK) - Capão da Canoa
- Aeroporto de Carazinho (QRE/SSKZ) - Carazinho
- Aeroporto Regional de Caxias do Sul Hugo Cantergiani (CXJ/SBCX) - Caxias do Sul
- Aeroclube de Cruz Alta (SSAK) - Cruz Alta
- Aeroporto Carlos Ruhl (CZB) - Cruz Alta
- Aeroporto de Encruzilhada do Sul (SSES) - Encruzilhada do Sul
- Aeroporto de Erechim (ERM/SSER) - Erechim
- Aeroporto de Espumoso (SSEZ) - Espumoso
- Aeroporto de Estrela (SSEE)- Estrela
- Aeroporto de Frederico Westphalen (SSWF) - Frederico Westphalen
- Aeroporto de Garibaldi (SSGA) - Garibaldi
- Aeroporto de Guaporé (SSGR) - Guaporé
- Aeroporto de Horizontina (HRZ/SSHZ) - Horizontina
- Aeroporto de Ibirubá (SSIR) - Ibirubá
- Aeroporto de Ijuí (IJU/SSIJ) - Ijuí
- Aeroporto de Itaqui (ITQ/SSIQ) - Itaqui
- Aeroporto de Jaguarão (SSJR) - Jaguarão
- Aeroporto de Júlio de Castilhos (SSJK) - Júlio de Castilhos
- Aeroporto de Montenegro (QGF/SSNG) - Montenegro
- Aeroporto de Mostardas (SSMT) - Mostardas
- Aeroporto de Nonoai (SSNO) - Nonoai
- Aeroporto de Nova Prata (SSNP) - Nova Prata
- Aeroporto de Novo Hamburgo (SSNH) - Novo Hamburgo
- Aeroporto de Osório (SSOS) - Osório
- Aeroporto de Palmeira das Missões (SSPL) - Palmeira das Missões
- Aeroclube de Passo Fundo (SSAQ) - Passo Fundo
- Aeroporto Lauro Kurtz (PFB/SBPF) - Passo Fundo
- Aeroporto de Pelotas (SBPK) - Pelotas
- Aeroporto de Rio Grande (RIG/SBRG) - Rio Grande
- Aeroporto de Rio Pardo (SSRY) - Rio Pardo
- Aeroporto de Rosário do Sul (SSRZ) - Rosário do Sul
- Aeroporto Nova Jacuí (SSNJ) - Salto do Jacuí
- Aeroporto de Santa Cruz do Sul (CSU/SSSC) - Santa Cruz do Sul
- Aeroporto de Santa Maria (RIA/SBSM) - Santa Maria
- Aeroporto de Santa Rosa (SRA/SSZR) - Santa Rosa
- Aeroporto de Santa Vitória do Palmar (CTQ/SSVP) - Santa Vitória do Palmar
- Aeroporto de Santana do Livramento (LVB/SSDM) - Santana do Livramento
- Aeroporto de Santiago (SSST) - Santiago
- Aeroporto de Santo Ângelo (GEL/SBNM) - Santo Ângelo
- Aeroporto de São Borja (SSSB) - São Borja
- Aeroporto de São Gabriel (SSSG) - São Gabriel
- Aeroporto de São Lourenço do Sul (SQY/SSRU) - São Lourenço do Sul
- Aeroporto de São Luiz Gonzaga (SSLG) - São Luiz Gonzaga
- Aeroporto de São Sepé (SSEP) - São Sepé
- Aeroporto de Sarandi (SSXD) - Sarandi
- Aeroporto de Sobradinho (SSBD) - Sobradinho
- Aeroporto de Soledade (SSSD) - Soledade
- Aeroporto de Torres (TSQ/SBTR) - Torres
- Aeroporto de Três Passos (SSTO) - Três Passos
- Aeroporto de Venâncio Aires (SSWA) - Venâncio Aires
- Aeroporto de Veranópolis (SSVN) - Veranópolis

## Rondônia
Federais Infraero
- Aeroporto Internacional de Porto Velho - Governador Jorge Teixeira (PVH/SBPV) - Porto Velho

Estaduais
- Aeroporto de Cacoal (OAL/SWKK) - Cacoal
- Aeroporto José Coleto (JPR/SBJI) - Ji-Paraná
- Aeroporto Brigadeiro Camarão (BVH/SBVH) - Vilhena

Municipais
- Aeroporto Nova Vida (AQM/SWNI) - Ariquemes
- Aeroporto Tabajara (SWTB) - Ariquemes
- Aeroporto de Costa Marques (CQS/SWCQ) - Costa Marques
- Aeroporto de Guajará-Mirim (GJM/SBGM) - Guajará-Mirim
- Aeroporto de Pimenta Bueno (PBQ/SWPM) - Pimenta Bueno

## Roraima
Federais Infraero
- Aeroporto Internacional de Boa Vista (BVB/SBBV) - Boa Vista
- Aeroporto de Caracaraí (***/SWQI) - Caracaraí

Municipais
- Aeroporto Surucucu (SWUQ) - Alto Alegre
- Aeroporto Uaicas (SWAE) - Alto Alegre
- Aeroporto Auaris (SWBV) - Amajari
- Aeroporto de Mucajaí (SWMV) - Mucajaí
- Aeroporto de Pacaraima (SWMU) - Pacaraima
- Aeroporto de Bonfim - Bonfim
- Aeroporto de Rorainópolis - Rorainópolis

## Santa Catarina
Concessão
- Aeroporto Internacional de Florianópolis - Hercílio Luz (FLN/SBFL) - Florianópolis
- Aeroporto Diomício Freitas (CCM/SBCM) - Forquilhinha/Criciúma
- Aeroporto Regional Sul - Humberto Ghizzo Bortoluzzi (JJG/SBJG) - Jaguaruna
- Aeroporto Correia Pinto (LAJ/SBLJ) - Lages

Federais Infraero
- Aeroporto Regional do Planalto Serrano - Correia Pinto
- Aeroporto Internacional Ministro Victor Konder (NVT/SBNF) - Navegantes
- Aeroporto Lauro Carneiro de Loyola (JOI/SBJV) - Joinville

Municipais
- Aeroporto de Blumenau (BNU/SSBL) - Blumenau
- Aeroporto Carlos Alberto da Costa Neves (CFC/SBCD) - Caçador
- Aeroporto Serafin Enoss Bertaso (XAP/SBCH) - Chapecó
- Aeroporto Olavo Cecco Rigon (CCI/SSCK) - Concórdia
- Aeroporto Lauro Antônio da Costa (QCR/SSKU) - Curitibanos
- Aeroporto de Dionísio Cerqueira (SSDC) - Dionísio Cerqueira
- Aeroporto de Itapiranga (SSYT) - Itapiranga
- Aeroporto Santa Terezinha (JCB/SSJA) - Joaçaba
- Aeroporto Anita Garibaldi (SSLA) - Laguna
- Aeroporto Helmuth Baungartem (SSLN) - Lontras
- Aeroporto Hugo Werner (SSMF) - Mafra
- Aeroporto de São Francisco do Sul (SSSS) - São Francisco do Sul
- Aeroporto Ismael Nunes (SJQ/SSSQ) - São Joaquim
- Aeroporto Hélio Wasum (SQX/SSOE) - São Miguel do Oeste
- Aeroporto de Três Barras (SSTB) - Três Barras
- Aeroporto Ângelo Ponzoni (VIA/SSVI) - Videira
- Aeroporto João Winckler (AXE/SSXX) - Xanxerê

Privados
- Aeroclube de Santa Catarina (SSKT) - São José

## São Paulo
Embraer

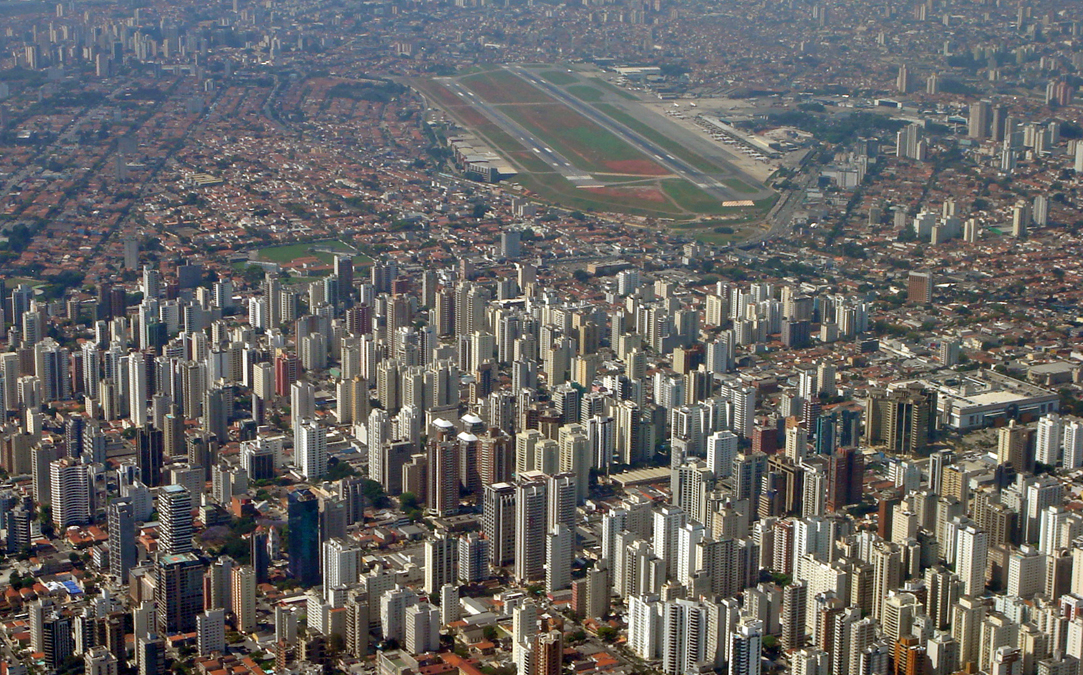
Fotografia aérea do aeroporto de Congonhas.

- Aeródromo de Gavião Peixoto - Embraer-Boeing ensaios em Voo (***/SBGP) - Gavião Peixoto

### Concessões
GRU Airport

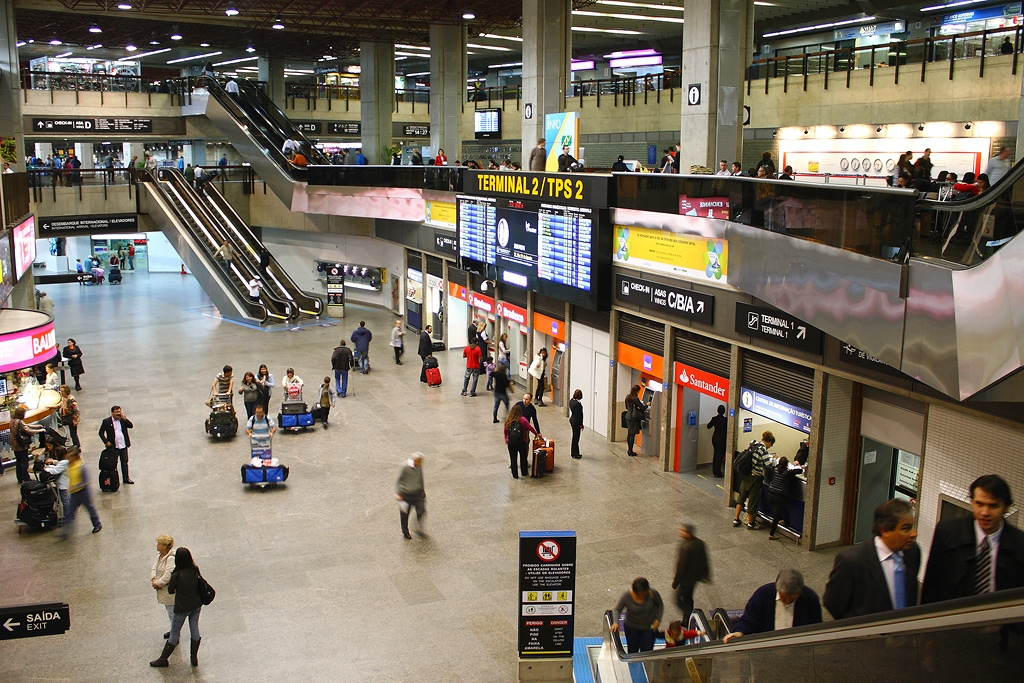
Interior de um dos terminais do Aeroporto Internacional de Guarulhos. O maior da América Latina.

- Aeroporto Internacional de São Paulo - Guarulhos (GRU/SBGR) - Guarulhos

Aeroporto Brasil Viracopos
- Aeroporto Internacional de Campinas - Viracopos (VCP/SBKP) - Campinas

Aena Internacional
- Aeroporto de São Paulo - Congonhas (CGH/SBSP) - São Paulo

SJK Airport
- Aeroporto de São José dos Campos (SJK/SBSJ) - São José dos Campos

PAX Aeroportos
- Aeroporto Campo de Marte (***/SBMT) - São Paulo

Rede Voa
- Aeroporto de Araraquara (AQA/SBAQ) - Araraquara
- Aeroporto de Avaré-Arandu (QVP/SDRR) - Avaré
- Aeroporto de Bauru-Arealva (JTC/SBAE) - Bauru
- Aeroporto de Bragança Paulista (BJP/SBBP) - Bragança Paulista
- Aeroporto Campo dos Amarais (CPQ/SDAM) - Campinas
- Aeroporto de Franca (FRC/SIMK) - Franca
- Aeroporto de Guaratinguetá (GUJ/SBGW) - Guaratinguetá
- Aeroporto de Itanhaém (***/SDIM) - Itanhaém
- Aeroporto de Jundiaí (QDV/SBJD) - Jundiaí
- Aeroporto de Marília (MII/SBML) - Marília
- Aeroporto de Registro (***/SSRG) - Registro
- Aeroporto de Ribeirão Preto (RAO/SBRP) - Ribeirão Preto
- Aeroporto Internacional de São Carlos (QSC/SDSC) - São Carlos
- Aeroporto de São Manuel (***/SDNO) - São Manuel
- Aeroporto de Sorocaba (SOD/SDCO) - Sorocaba
- Aeroporto de Ubatuba (UBT/SDUB) - Ubatuba

Aeroportos Paulistas
- Aeroporto de Andradina (***/SDDN) - Andradina
- Aeroporto de Araçatuba (ARU/SBAU) - Araçatuba
- Aeroporto de Assis (AIF/SBAS) - Assis
- Aeroporto de Barretos (BAT/SBBT) - Barretos (municipalizado em 2012 e reestatização em 2019)
- Aeroporto de Dracena (QDC/SDDR) - Dracena
- Aeroporto de Penápolis (***/SDPN) - Penápolis
- Aeroporto de Presidente Epitácio (***/SDEP) - Presidente Epitácio
- Aeroporto de Presidente Prudente (PPB/SBDN) - Presidente Prudente
- Aeroporto de São José do Rio Preto (SJP/SBSR) - São José do Rio Preto
- Aeroporto de Tupã (***/SDTP) - Tupã
- Aeroporto de Votuporanga (VOT/SDVG) - Votuporanga

Municipais Prefeituras
- Aeroporto de Adamantina (***/SDAD) - Adamantina
- Aeroporto de Americana (***/SDAI) - Americana
- Aeródromo de Araras (***/SDAA) - Araras
- Aeroporto de Atibaia (***/SDTB) - Atibaia
- Aeródromo de Bauru (BAU/SBBU) - Bauru (municipalizado em 2012)
- Aeroporto de Bebedouro (***/SDBB)  - Bebedouro
- Aeroporto de Botucatu (QCP/SDBK) - Botucatu (municipalizado em 2012)
- Aeroporto de Capão Bonito (***/SDCA) - Capão Bonito
- Aeródromo de Casa Branca (***/SSCB) - Casa Branca[46]
- Aeroporto de Fernandópolis (***/SDFD) - Fernandópolis
- Aeroporto de Ibaté (***/SDIE) - Ibaté e São Carlos - (desativado em 2008)
- Aeroporto de Ibitinga (***/SDIG)- Ibitinga
- Aeroporto de Ilha Solteira (***/SBIL) - Ilha Solteira
- Aeroporto de Itápolis (***/SDIO) - Itápolis
- Aeroporto de Itapeva (***/SDYW) - Itapeva
- Aeroporto de Itararé (***/SDID) - Itararé
- Aeroporto de Jales (JLS/SDJL) - Jales
- Aeroporto de Lençóis Paulista (QGC/SDLP) - Lençóis Paulista
- Aeroporto de Leme (***/SDLL) - Leme
- Aeroporto de Limeira (***/SDYM) - Limeira
- Aeroporto de Lins (LIP/SBLN) - Lins (municipalizado em 2012)
- Aeroporto de Matão (***/SDLI) - Matão
- Aeroporto de Mococa (***/SDKK) - Mococa[47]
- Aeroporto de Ourinhos (OUS/SDOU) - Ourinhos (municipalizado em 2018)[48]
- Aeroporto de Piracicaba (QHB/SDPW) - Piracicaba (municipalizado em 2012)
- Aeroporto de Pirassununga (***/SDPY) - Pirassununga
- Aeroporto de Porto Ferreira (***/SDPF) - Porto Ferreira - (desativado em 2006)[49][50][51]
- Aeroporto de Presidente Venceslau (***/SDPV) - Presidente Venceslau
- Aeroporto de Rio Claro (***/SDRK) - Rio Claro
- Aeroporto de São João da Boa Vista (***/SDJV) - São João da Boa Vista
- Aeroporto Salgado Filho (***/SDZC) - São Carlos - (desativado em 2002)
- Aeroporto de São Pedro (São Paulo) (***/SDAE) São Pedro
- Aeroporto de Tatuí (***/SDTF) - Tatuí e Itapetininga (municipalizado em 1986)
- Aeroporto de Urubupungá (URB/SBUP) - Castilho (encontra-se interditado)
- Aeródromo de Vera Cruz (***/SDVE) - Vera Cruz

Privados
- Aeroporto de Brotas (***/SJTK) - Brotas
- Aeroporto de Catanduva (***/SDCD) - Catanduva
- Aeroporto Ilha Clube Aerodesportivo - ICA (***/SSMW) - Peruíbe
- Aeródromo Dr. José Augusto de Arruda Botelho (***/SDJA) - Itirapina e São Carlos
- Aeródromo de São José do Rio Pardo (***/SIPA) - São José do Rio Pardo
- Aeroporto Usina Açucareira Santo Antônio (***/SDTN) - Sertãozinho
- Aeródromo Fazenda Campo Vitória - Campo Vitória (***/SDVA) - Vargem Grande do Sul
- Aeródromo Vargem Grande Paulista - Nascimento I (***/SDNI) - Vargem Grande Paulista
- Aeródromo Comandante Vittorio Bonomi (***/SJCA) - Mococa

Força Aérea Brasileira
- Base Aérea de Santos (SSZ/SBST) - Guarujá
- Aeródromo Campo de Fontenelle (QPS/SBYS) - Academia da Força Aérea - Pirassununga
- Aeroporto de Guaratinguetá (GUJ/SBGW) - Escola de Especialistas de Aeronáutica - Guaratinguetá

Exército Brasileiro
- Base de Aviação de Taubaté (QHP/SBTA) - Taubaté

## Sergipe
Concessão
- Aeroporto Internacional de Aracaju (AJU/SBAR) - Aracaju

Municipais
- Aeroporto de Propriá (SNOP) - Propriá
- Aeroporto de Simão Dias (SNOP) - Simão Dias
- Aeroporto de Canindé de São Francisco (SNOP) - Canindé de São Francisco

## Tocantins
Federais Infraero
- Aeroporto de Palmas (PMW/SBPJ) - Palmas
- Aeroporto de Araguaína (AUX/SWGN) - Araguaína

Municipais
- Aeroporto de Araguacema (SJGC) - Araguacema
- Aeroporto de Araguatins (SJCU) - Araguatins
- Aeroporto de Arraias (AAI/SWRA) - Arraias
- Aeroporto de Brejinho de Nazaré (SWBH) - Brejinho de Nazaré
- Aeroporto de Dianópolis (DNO/SWDN) - Dianópolis
- Aeroporto de Gurupi (GRP/SWGI) - Gurupi
- Aeroporto de Miracema do Tocantins (NTM) - Miracema do Tocantins
- Aeroporto de Paraíso do Tocantins (SWTO) - Paraíso do Tocantins
- Aeroporto de Paranã (SWPN) - Paranã
- Aeroporto de Pedro Afonso (SWPA) - Pedro Afonso
- Aeroporto de Porto Nacional (PNB/SBPN) - Porto Nacional
- Aeroporto de Santa Isabel do Morro (IDO/SWIY) - Cristalândia
- Aeroporto de Taguatinga (SWTY) - Taguatinga
- Aeroporto de Tocantínia (SWTC) - Tocantínia
- Aeroporto Dois Irmãos (SWDI) - Peixe